# Талыбзаде, Юсиф Зия
Юсиф Ахунд Мустафа оглу Талыбзаде или Юсиф Талыбзаде Тифлиси (азерб. Yusif Axund Mustafa oğlu Talıbzadə, 11 октября 1877, Тифлис – 18 мая 1923, Хорезм) — азербайджанский педагог, политик, драматург, военный.
Написал драматические произведения «Армануса» и «Эмир Халид бин Валид». Bыступал с публицистическими статьями в газетах и журналах.
Участвовал в Балканских войнах и Первой мировой войне. В балканских войнах командовал азербайджанскими добровольцами. Дослужился в османской армии до звания полковника. В 1918 году Юсиф Зия Талыбзаде вернулся в Азербайджан в рядах Кавказской исламской армии для освобождения Баку.
В феврале 1921 был назначен членом Нахчыванского революционного комитета. В звании генерала был назначен военным комиссаром Нахчывана.
Участвовал в басмачестве, воевал против большевиков. Погиб 18 мая 1923 года в одном из боёв с большевиками.

## Жизнь и образование
Юсиф Зия Талыбзаде родился 22 января 1877 года в квартале Шейтанбазар в Тифлисе. Начальное образование получил в гимназии «Рушдия», находившейся в Тифлисе при Закавказском духовном управлении. В 1894 году вместе с семьёй переехал в Хорасан. Юсиф, который продолжил своё образование здесь, находился под сильным влиянием своего учителя из Урмии Юсифа Зии и взял себе псевдоним «Зия». По желанию отца после школы Юсиф Зия поступил в медресе Мирзы Джафара и получил там духовное образование. Окончив медресе, продолжил своё образование в Багдаде. За время учёбы Юсиф в совершенстве выучил турецкий, арабский, персидский и русский языки. В 1899 году вернулся в Тифлис вместе с матерью. Здесь он сдал экзамен в Закавказском духовном управлении и получил чин ахунда. Хотя Юсиф получил назначение на службу в мечеть Шаха Аббаса, он отказался и переехал в 1900 году в Баку

## Деятельность

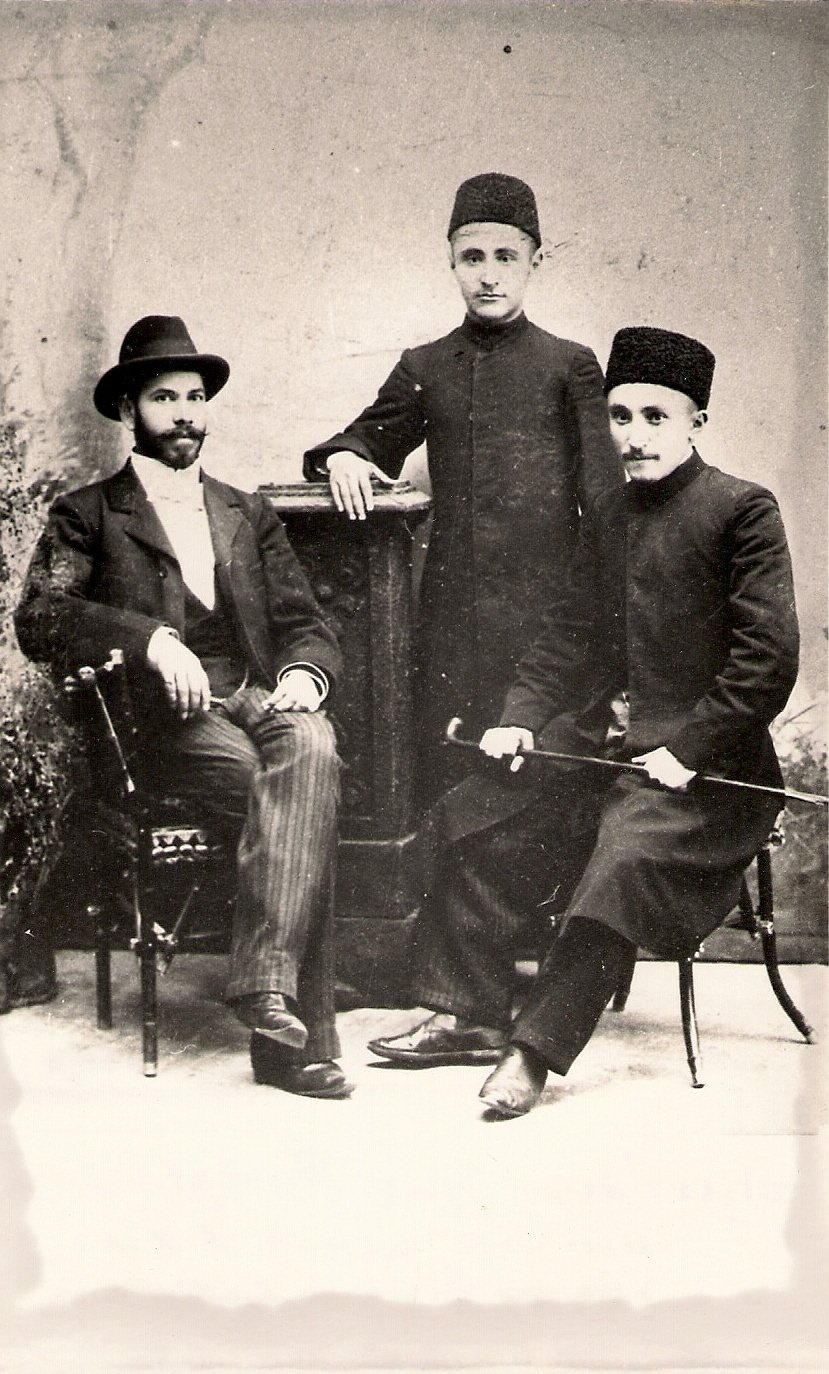
Мирза Таги Рзаев, Абдулла Шаиг и Юсиф Зия Талыбзаде. Тифлис, 1903 год

В сентябре 1900 года после успешного сданного экзамена Талыбзаде получил назначение на должность учителя шариата в русско-татарской школе. В Баку он познакомился с Гаджи
Зейналабдином Тагиевым, Нариманом Наримановым, Габиб-беком Махмудбековым и другими представителями интеллигенции. В 1901 году Юсиф Зия Талыбзаде перевёл на персидский язык драму Н. Нариманова «Надир Шах». В 1902 г. была издана книга Талыбзаде «Техсили-геваид» о грамматике азербайджанского языка, в 1903-м – книги «Хедийяви-нисван» о воспитании женщины в исламском мире и «Биография и жизнедеятельность известного своим богатством и щедростью господина Гаджи Зейналабдина Тагиева». В 1900–1910-е годы в различных издательствах Баку было издано
более 10-и книг и брошюр Талыбзаде, связанных с исламом. В 1904 году он издал уникальную карту «Исламская история и указание исторических святынь и карта исламских стран».
Наряду с научно-педагогической деятельностью Талыбзаде также выступал с публицистическими статьями в газетах и журналах. С 1903 г. в газете «Шарги-Рус» публиковались его статьи об исламе. В период 1905-1913 гг. он регулярно писал статьи в газетах и журналах «Хаят», «Иршад», «Тарагги», «Фуюзат», «Ени Фуюзат», «Шелале» за подписью «Ахунд Юсиф Талыбзаде».
После того, как Коран был впервые переведён на азербайджанский язык Мир Мухаммед Керимом Мирджафарзаде, священная книга был издана при поддержке Г.З.Тагиева. В 1907
году Талыбзаде поехал в Стамбул с поручением от Тагиева вручить в дар султану Абдулгамиду II трёхтомное издание Корана на азербайджанском языке. Согласно статье Наги-бека Шейхзаманлы, написанной в 1957 году, книга, подаренная султану, была украшена драгоценностями и алмазами на сумму 4 тысячи золотых лир. В статье Кямала Талыбзаде, написанной в 1992 году, отмечалось, что 50 экземпляров книги имели страницы с позолотой и дорогую обложку. Обложка подаренной султану книги была изготовлена из толстого серебра, а посередине написаны слова «Ля иляха иллаллах, Мухаммедан Расулиллах».
С 1910 года Юсиф Зия Талыбзаде начал заниматься более активной общественно-политической деятельностью. В том же году издал своё произведение «Турецкие письма», в котором описывал время, проведённое в Турции. Написал драматические произведения «Армануса» и «Эмир Халид бин Валид». Трагедия «Армануса» была поставлена в 1910 году, а
трагедия «Эмир Халид бин Валид» в 1912 году драматической труппой общества «Ниджат».
Талыбзаде был одним из первых членов партии «Мусават», созданной в 1911 году.

### В Османской империи
В 1912 году Талыбзаде вместе с супругой Джаннат ханым и сыном Талятом переехал в Османскую империю. Обучался там в военной школе. Участвовал в балканских войнах и Первой Мировой войне в составе турецкой армии. В балканских войнах командовал азербайджанскими добровольцами. Участвовал в боях на Карсском, Эрдеханском и Батумском фронтах. Дослужился в османской армии до звания полковника.

### В Азербайджанской Демократической Республике
В 1918 году Юсиф Зия Талыбзаде вернулся в Азербайджан в рядах Кавказской исламской армии для освобождения Баку. Участвовал в боях за Гёйчай. 10 июня 1919 года на заседании Государственного комитета обороны АДР было принято решение об организации военной подготовки лиц, достигших призывного возраста и проживающих на территории города Баку и его районов. Юсиф Зия Талыбзаде был назначен председателем комиссии по организации добровольческих отрядов. Эта организация, действовавшая как группа солдат-добровольцев, выполняла обязанности по поддержанию порядка и мира в стране,
предотвращению противоправных действий. Этот полк, названный «Полком добровольной помощи», был передан в распоряжение Министерства внутренних дел Азербайджанской Республики 27 марта 1920 года по решению Государственного комитета обороны АДР.
В годы АДР Талыбзаде публиковал статьи о политике, образовании и культуре во многих газетах и журналах, в основном в газете «Азербайджан», как активист партии «Мусават».

### В Южном Азербайджане

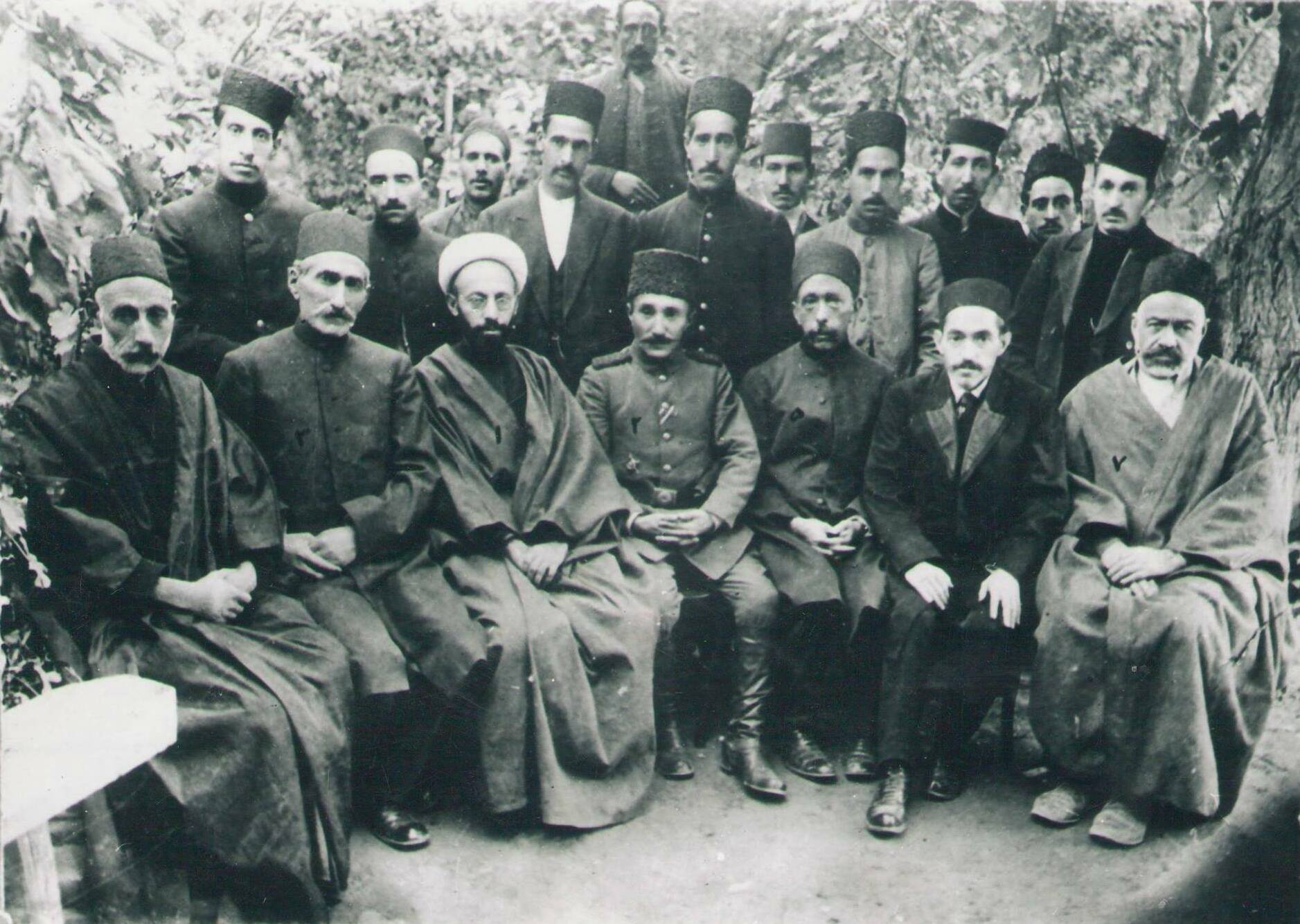
Сидящий слева 3-й Мирза Али Хейат и 4-й Юсиф Зия Талыбзаде. Тебриз, 1919 год

В 1919 году в качестве главы делегации Османской империи Юсиф Талыбзаде отправился в Тебриз. Там он стал представителем Османского государства в обществе «Иттихади-ислам» , созданном Мирзой Али Хейатом, отцом Джавада Хейата, с целью предотвращения массовых убийств азербайджанских тюрок, совершаемых армянами и айсорами (ассирийцами), и защиты городов.

### В Азербайджанской ССР
После апрельской оккупации Азербайджана в апреле 1920 года Талыбзаде был задержан на границе с Ираном при попытке перейти в Азербайджан. По поручительству Наримана
Нариманова был освобождён. В феврале 1921 был назначен членом Нахчыванского революционного комитета. В звании генерала был назначен военным комиссаром Нахчывани. Вёл борьбу против дашнакских отрядов, совершавших в регионе убийства и грабежи. В течение краткого периода занимал должность комиссара иностранных дел Нахчывани. Его тесные связи с турецкими пашами служили укреплению безопасности Нахичевани. В конце 1922 года Талыбзаде встретился с Нариманом Наримановым и заявил ему, что не хочет служить советскому режиму, не может приспособиться к этому строю. Получив от Нариманова пропуск на пересечение границы, Талыбзаде покинул Азербайджан.

### В басмаческом движении
Покинув Азербайджан, Талыбзаде отправился в Туркестан. Здесь вместе с Энвером-пашой и Заки Валиди Тоганом присоединился к басмаческому движению, сражавшемуся с большевиками. 18 мая 1923 года в одном из боев с Красной Армией был тяжело ранен. Утонул при попытке переправиться вместе со своими соратниками через реку Амударья.
После смерти Юсифа Зии Талыбзаде один из тех, кто сражался вместе с ним, передал его рубашку и Коран Абдулле Шаигу.
В настоящее время этот Коран хранится в доме-музее Абдуллы Шаига.

## Семья
Отец – Ахунд Мустафа Талыбзаде был заместителем шейх-уль-ислама Закавказья.
Брат – Абдулла Шаиг был поэтом, прозаиком, драматург, заслуженным деятелем искусств Азербайджанской ССР.